# Pankracij
Pankracij je moško osebno ime.

## Slovenske različice imena
Pankrac, Pongrac, Pankras, Kras

## Tujejezikovne različice imena
- pri Nemcih:Pankratius, Pankraz, tudi Bangraz, Bongraz skrajšano Kratz, Gratz, Kretz
- pri Francozih:Pancrace
- pri Rusih:Pankratij
- pri Čehih:Pankrac
- pri Madžarih:Pongrac
- pri Poljakih: Pankracy
- pri Srbih in Hrvatih:Pankrac, Pankracije, Pankratija, Pankratije
- pri Grkih:Pankratios, Pangratios

## Izvor imena
Ime Pankracij izhaja iz latinskega imena Pancratius, le to pa iz grškega Pankratios, ki je izpeljanka iz grške besede Pankretas, ki v grščini pomeni »vsemogočen«. Novogrška različica imena pa je Pangratios.

## Pogostost imena
- Leta 1994 je bilo v Sloveniji po podatkih iz knjige Leksikon imen Janeza Kebra 11 nosilcev imena Pankracij. Ostale oblike imena, ki so bile še v uporabi: Pankrac (6), Pongrac (4).
- Po podatkih Statističnega urada Republike Slovenije je bilo na dan 31. decembra 2007 v Sloveniji število moških oseb z imenom Pankracij: 7.[2]

## Svetniško ime
Pankracij je tudi ime krščanskega svetnika iz Male Azije, mučenca iz Rima v času cesarja Dioklecijana, ki je umrl leta 304. V koledarju god praznuje 12. maja.

## Izpeljanke priimkov iz imena
Nekdanjo veliko priljubljenost imena Pankracij dokazujejo priimki, ki so nastali iz njega oziroma njegovih različic: Pankračič, Pangrec, Pangeršič, Pangeršek, Pangrič, Pongarc, Pongarčič, Pongrašič.

## Zanimivosti
V Sloveniji je šest cerkva sv. Pankracija. Sveti Pankracij je prvi izmed t. i. »ledenih svetnikov« ali »ledenih mož«, ki v ljudskem vremenskem koledarju od 12. do 14. maja prinašajo hlad in dež. Druga dva »ledena moža«, sta Servacij in Bonifacij.

## Ljudski pregovori
- Če Pankraca sonce peče, sladko vince v klet priteče.[4]
- Sveti Pankracij, Servacij in Bonifacij so ledeni radi vsi. Če prej slane ni bilo, tudi pozneje ne bo mrzlo.